# La straniera
La straniera è un'opera in due atti di Vincenzo Bellini su libretto di Felice Romani.
La composizione durò dall'inizio di settembre del 1828 all'inizio di febbraio del 1829 e l'opera debuttò con successo al Teatro alla Scala di Milano il 14 febbraio 1829 diretta da Alessandro Rolla con le scene di Alessandro Sanquirico.
In occasione di un successivo allestimento al Teatro alla Scala (13 gennaio 1830) Bellini modificò la partitura, intervenendo sulla parte di Arturo per adattarla alla vocalità di Giovanni Battista Rubini, il grande tenore dotato di un formidabile registro sovracuto.
Il 26 dicembre 1831 avviene la prima nel Teatro Regio di Parma.
Dopo alcuni decenni l'opera uscì dal repertorio, per essere rivalutata a partire dagli anni '60 del XX secolo, grazie all'interpretazione di Montserrat Caballé e Renata Scotto. In seguito, nel ruolo di Alaide si sono cimentate anche Lucia Aliberti, Renée Fleming, Patrizia Ciofi ed Edita Gruberová.

## Trama
L'azione si svolge circa nel 1300, in Bretagna, nel Castello di Montolino e nelle sue vicinanze.

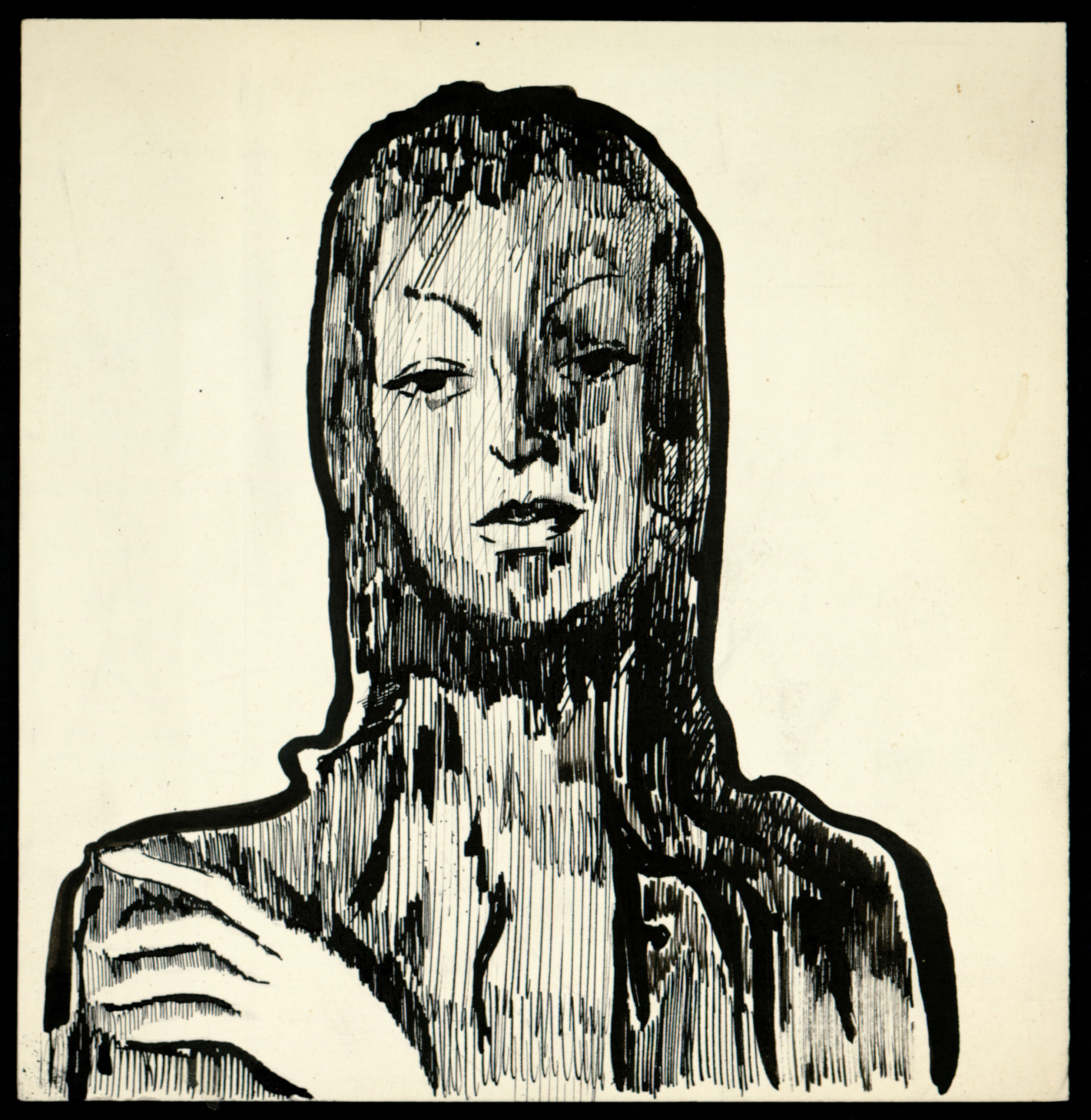
Disegno per copertina di libretto, disegno per La straniera (s.d.). Archivio Storico Ricordi

### Antefatto
Agnese di Merania, sposa ripudiata per ordine del papa da Filippo II Augusto, re di Francia, in favore della principessa danese Isemberga, vive in incognito nel castello di Karency, in Bretagna. Oppressa da quella prigione dorata, presso la quale l'ha seguita il fratello Leopoldo sotto il falso nome di barone di Valdeburgo, la regina fugge per chiudersi a piangere le sue sventure in una capanna presso il lago di Montolino. Gli abitanti del luogo ne ignorano l'identità, la chiamano "la straniera" e, credendola una strega, la temono. Di lei però si innamora il conte Arturo di Ravenstel, già promesso sposo di Isoletta, la figlia del signore di Montolino.

### Atto I
È festa al villaggio: gli inglesi hanno reso la Bretagna al re di Francia e presto si celebrerà il matrimonio tra Arturo ed Isoletta. Quest'ultima tuttavia ha capito che Arturo ama la straniera e si sfoga con Valdeburgo, il quale non sa ancora che la straniera è sua sorella. Il passaggio della misteriosa donna su una barca, attraverso il lago, alimenta la preoccupazione di Isoletta e il timore superstizioso degli abitanti del villaggio.
Arturo si reca alla capanna in cui vive la donna amata, a cui vuole dichiarare il suo amore e di cui vuole scoprire finalmente l'identità. La straniera, che ora si fa chiamare Alaide, pur ricambiando i sentimenti di Arturo gli impone di dimenticarla e tornare dalla sua fidanzata.
È l'imbrunire. Ha inizio una partita di caccia, durante la quale il signore di Montolino spera di avvicinarsi alla donna che insidia il cuore del promesso sposo di sua figlia Isoletta. Frattanto Valdeburgo incontra l'amico Arturo e lo rimprovera di trascurare la buona fidanzata per una donna indegna. Arturo gli chiede allora di incontrare Alaide di persona, per convincersi dell'infondatezza della cattiva fama che la circonda. Fratello e sorella si riconoscono, ma tacciono la verità ad Arturo, che davanti alla sorprendente confidenza tra l'amico e la donna amata comincia ad ingelosirsi. Valdeburgo, dal canto suo, insiste ad esortarlo a dimenticare la straniera, ma senza spiegargli la ragione, al punto che Arturo si infuria e lo sfida a duello. Si frappone Alaide e per il momento gli amici si riappacificano. Quando però anche Osburgo confida ad Arturo di aver visto Valdeburgo ed Alaide abbracciati e, quel che è peggio, il giovane innamorato scorge nuovamente fratello e sorella in un tenero colloquio, scoppia la tragedia. Il duello è inevitabile e Valdeburgo, ferito, cade nel lago. Accorre Alaide che, troppo tardi, svela ad Arturo di essere la sorella di Valdeburgo. Arturo si getta nel lago, tentando inutilmente di trovare l'amico. Alaide, caduta in ginocchio sul luogo del duello, si sporca di sangue, tanto che gli abitanti dei paesi vicini, richiamati dal rumore, la accusano di assassinio e la conducono in prigione mentre infuria una tempesta.

### Atto II
Al processo, Osburgo lancia false accuse contro la straniera. A difenderla sopraggiunge Arturo, che si accusa del delitto, senza essere creduto. Finché, tra lo stupore generale, entra Valdeburgo, vivo e risorto dalle acque del lago, che la scagiona definitivamente. La folla vuole tuttavia finalmente sapere chi sia la straniera, ma la regina si fa riconoscere solo al Priore, che rimane sbigottito.
Nella foresta, Arturo incontra Valdeburgo e lo supplica di perdonarlo. L'amico, senza esitazioni, gli concede il suo perdono ma non di rivedere Alaide, ancora una volta senza chiarire il motivo.

Isoletta, nelle sue stanze, è in preda alla tristezza, ma si rianima quando le damigelle le annunciano che Arturo sta tornando da lei per condurla all'altare. Ma lo sposo appare sconvolto e fuori di sé. Isoletta, ormai disillusa, gli chiede di rinunciare alle nozze, quando interviene Alaide che, presi gli sposi per mano, li conduce al tempio. Quindi torna sul sagrato, sconvolta nell'udire i canti del rito nuziale. Ma improvvisamente giungono grida, ed esce Arturo, che ha abbandonato Isoletta sull'altare per tornare da Alaide.  All'improvviso irrompe il Priore con una notizia sconvolgente: Isemberga, la moglie del re, è morta quella notte, Alaide torna ad essere Agnese di Merania, regina di Francia; non vi è più motivo di celarne l'identità. Arturo, a questa notizia, si trafigge a morte con la spada. Alaide, disperata, impreca contro il cielo e cade svenuta.

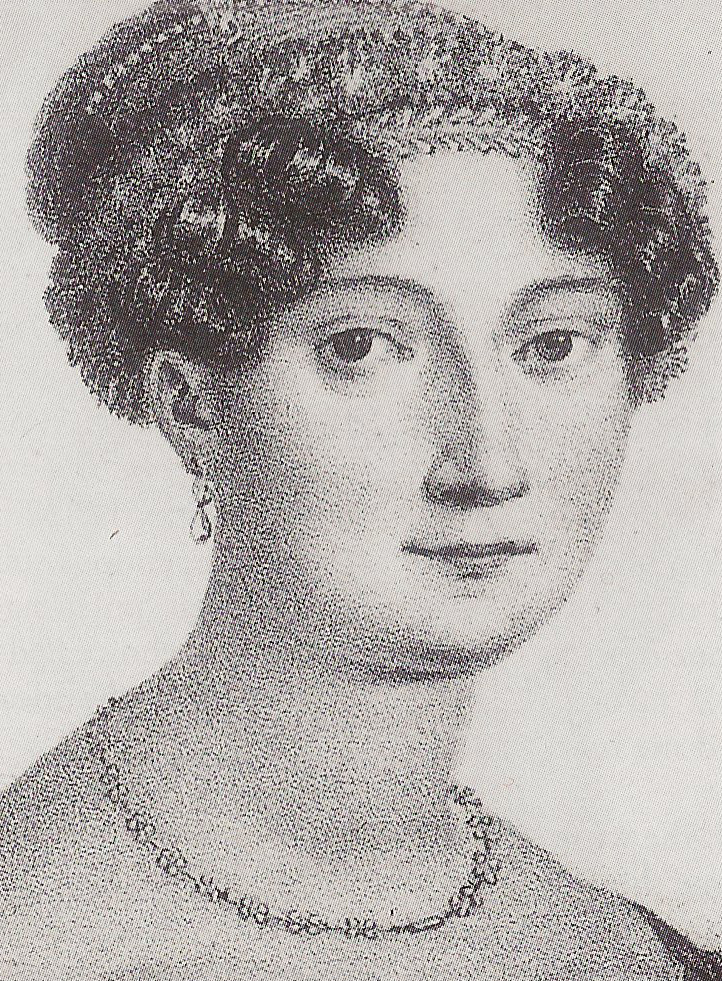
Henriette Méric-Lalande

## Cast della prima assoluta

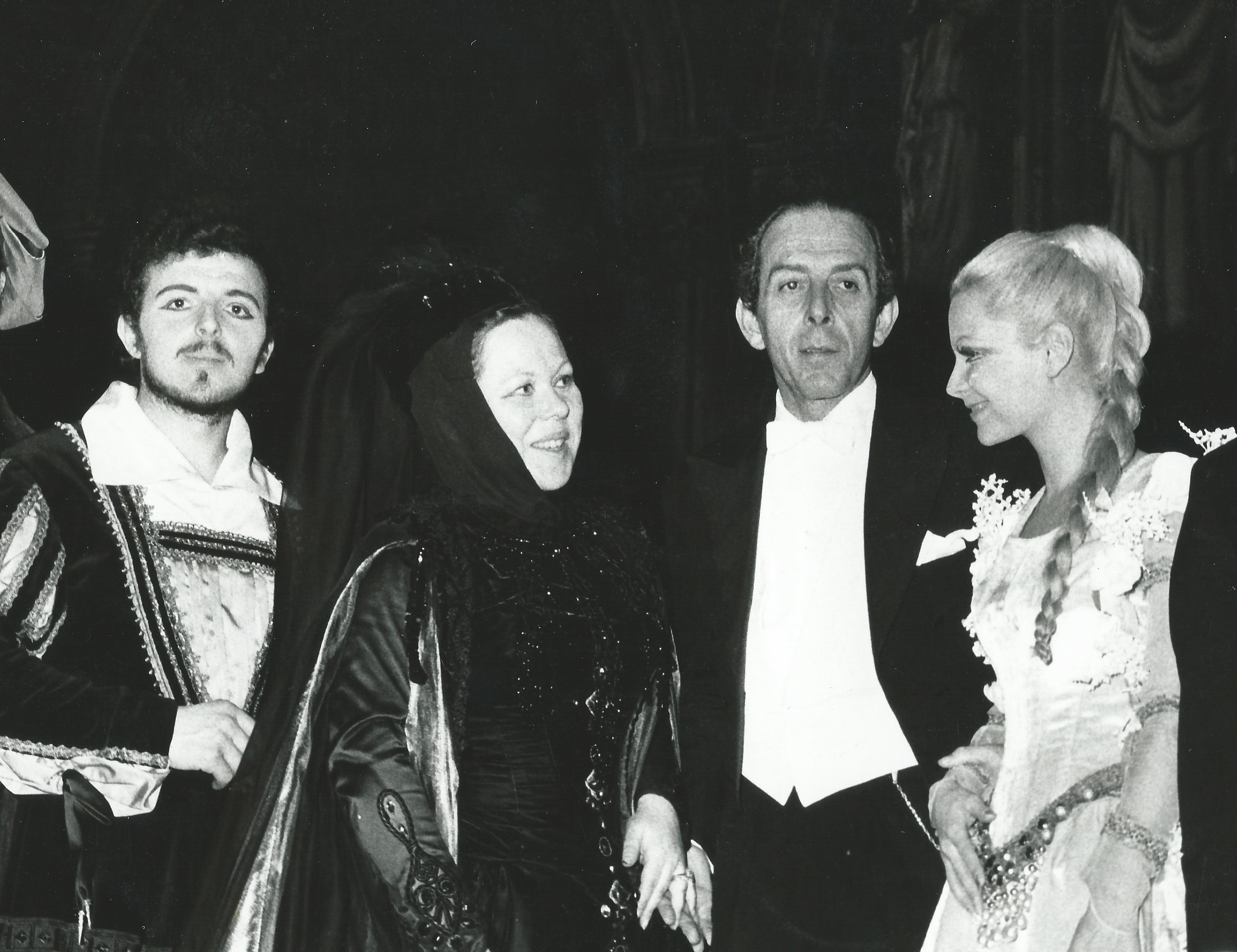
Rappresentazione de La straniera nel 1970 al Gran Teatro La Fenice di Venezia, con i protagonisti Renata Scotto, Beniamino Prior, Ettore Gracis e Elena Zilio

| Ruolo      | Registro vocale | Interprete              |
| ---------- | --------------- | ----------------------- |
| Alaide     | soprano         | Henriette Méric-Lalande |
| Arturo     | tenore          | Domenico Reina          |
| Valdeburgo | baritono        | Antonio Tamburini       |
| Isoletta   | mezzosoprano    | Carolina Ungher         |
| Montolino  | basso           | Stanislao Marcionni     |
| Osburgo    | tenore          | Luigi Asti              |
| Priore     | basso           | Domenico Spiaggi        |

## Incisioni discografiche
| Anno | Cast (Alaide, Arturo, Valdeburgo, Isoletta)                               | Direttore             | Etichetta                   |
| ---- | ------------------------------------------------------------------------- | --------------------- | --------------------------- |
| 1968 | Renata Scotto, Renato Cioni, Domenico Trimarchi, Elena Zilio              | Nino Sanzogno         | CD: Arkadia                 |
| 1969 | Montserrat Caballé, Amedeo Zambon, Vicente Sardinero, Bianca Maria Casoni | Anton Guadagno        | LP: Opera D'Oro CD: Gala    |
| 1970 | Renata Scotto, Beniamino Prior, Domenico Trimarchi, Elena Zilio           | Ettore Gracis         | LP: Opera D'Oro             |
| 1971 | Elena Souliotis, Veriano Luchetti, Ugo Savarese, Elena Zilio              | Oliviero De Fabritiis | LP: GDS                     |
| 1990 | Lucia Aliberti, Vincenzo Bello, Roberto Frontali, Sara Mingardo           | Gianfranco Masini     | LP: Fonit Cetra CD: Ricordi |
| 2007 | Patrizia Ciofi, Dario Schmunck, Mark Stone, Enkelejda Shkosa              | David Parry           | CD: Opera Rara              |
| 2012 | Edita Gruberová, José Bros, Luca Grassi, Laura Polverelli                 | Pietro Rizzo          | CD: Nightingale Classics    |

## Numeri musicali

### Atto I
- N. 1 Introduzione (Coro)
- N. 2 Recitativo e Duetto (Isoletta, Valdeburgo, Coro, Montolino, Osburgo)
- N. 3 Scena, Romanza e Duetto (Alaide, Arturo)
- N. 4 Coro
- N. 5 Recitativo e Terzetto (Alaide, Arturo e Valdeburgo)
- N. 6 Finale (Arturo, Coro, Osburgo, Alaide, Valdeburgo)

### Atto II
- N. 7 Introduzione, Scena ed Aria (Priore, Osburgo, Coro, Alaide, Arturo, Valdeburgo)
- N. 8 Scena e Duetto (Arturo, Valdeburgo)
- N. 9 Scena (Isoletta)
- N. 10 Coro dell'Imeneo
- N. 11 Recitativo, Quartetto e Aria finale (Arturo, Valdeburgo, Isoletta, Priore, Montolino, Alaide, Coro)

### Facsimili
- La Straniera. Melodramma in Two Acts. A Facsimile Edition of a Contemporary Manuscript with Bellini's Autograph Annotations, con un'introduzione di Philip Gossett, Early Romantic Opera, Garland Press, New York 1982, 2 voll. (si tratta del manoscritto sul quale Bellini ha annotato le modifiche per il tenore Giovanni Battista Rubini).